# Peter Goldsworthy
Peter Goldsworthy (* 12. Oktober 1951 in Minlaton, Australien) ist ein australischer Schriftsteller und Mediziner. Er wurde für seine Kurzgeschichten, Gedichte, Romane und Opernlibretti mit bedeutenden Preisen ausgezeichnet und gehört zu den führenden Autoren Australiens.

## Leben
Peter Goldsworthy wurde 1951 in Minlaton auf der Halbinsel Yorke, Südaustralien, geboren. Er wuchs in verschiedenen Kleinstädten auf dem Kontinent auf, schloss die Schule in Darwin ab und studierte anschließend Medizin an der University of Adelaide. Das Studium beendete er 1974. In der Folge arbeitete er mehrere Jahre als Arzt in verschiedenen Rehabilitationszentren für Alkohol- und Drogenabhängige. Zugleich widmete er sich dem Schreiben von Gedichten und veröffentlichte diese in Zeitschriften, zum Beispiel dem Friendly Street Poetry Reader. 1982 legte er sowohl die Kurzgeschichtensammlung Archipelagoes vor als auch den Lyrikband Readings from Ecclesiastes. Letzterer wurde, wie weitere seiner Gedichtbände, nicht zuletzt wegen der ironischen Verse von der Kritik wohlwollend aufgenommen. So räumte er dafür gleich drei Preise ab, darunter den Commonwealth Poetry Prize. Bei einem breiteren Publikum gelang ihm der Durchbruch mit Erscheinen seines Debütromans Maestro 1989.
Neben Kurzgeschichten, Gedichten und Romanen hat er auch Libretti für zwei Opernwerke verfasst sowie zwei Bühnenfassungen eigener Romane und mehrere Essays, von denen eine Auswahl 1998 unter dem Titel Navel Gazing erschien. Bedeutende Preise errang er in allen Literaturgattungen, auch für seine Bühnenarbeiten.
Goldsworthy hatte den Vorsitz des Libraries Board of South Australia und den des Literature Board des Australia Council inne.
Seinen zunächst gewählten Lebensmittelpunkt Melbourne gab er später zu Gunsten von Adelaide auf.

## Auszeichnungen
- 1979: Western Australian Sesquicentenary Literary Prize für Memoirs of a Small 'm' marxist (Kurzgeschichte)
- 1982: Ann Elder Award für Readings from Ecclesiastes (Gedichtsammlung)
- 1982: Commonwealth Poetry Prize für Readings for Ecclesiastes
- 1982: South Australian Premier’s Award für Readings for Ecclesiastes
- 1988: Australian Bicentennial Prize für sein lyrisches Werk
- 1988: Grace Perry Prize für This Goes With This
- 2002: Robert Helpmann Award für Batavia als „Bestes neues australisches Werk“ (Opernlibretto)
- 2002: Victorian Green Room Award für sein Mitwirken an Batavia
- 2004: Christina Stead Award des Fellowship of Australian Writers für Three Dog Night (Roman)
- 2006: Ruby Award für die Bühnenfassung von Honk If You Are Jesus als „Bestes neues Werk“
- 2010: Medal of Australia (Member of the Order of Australia) für Verdienste um die Literatur

## Werke (Auswahl)

### Romane und Novellen
- 1989: Maestro (dt.: Maestro, Deuticke Verlag, 2007)
- 1992: Magpie
- 1992: Honk If You are Jesus
- 1993: Jesus Wants Me for a Sunbeam
- 1995: Wish (dt.: Wunsch und ich, Verlag Volk und Welt, 1997)
- 1996: Keep it Simple, Stupid
- 2003: Three Dog Night (dt.: Nacht für drei Hunde, Deuticke Verlag, 2009)
- 2008: Everything I Knew (dt.: Ernster als Liebe, Deuticke Verlag, 2011)
- 2012: The Kiss
- 2019: Minotaur

### Gedichtsammlungen
- 1982: Readings from Ecclesiastes
- 1991: This Goes with That: Selected Poems 1970–1990
- 1992: After the Ball
- 1996: If, Then: Poems and Songs
- 2001: New Selected Poems
- 2002: Tattered Joys
- 2015: The Rise of the Machines and other Love Poems
- 2017: Anatomy of a Metaphor

### Kurzgeschichten-Sammlungen
- 1982: Archipelagoes
- 1986: Zooing
- 1988: Bleak Rooms
- 1993: Little Deaths
- 1994: One of My Best Friends
- 1998: Navel Gazing: Essays, Half Truths and Mystery Flights
- 2004: The List of All Answers
- 2010: Gravel

### Autobiografie
- 2013: His Stupid Boyhood